# Коракши
Кора́кши (чув. Куракӑш) — деревня в Аликовском муниципальном округе Чувашской Республики. Входила в состав Ефремкасинского сельского поселения до его упразднения в 2022 году.

## География
Коракши расположено юго-восточнее административного центра Аликовского района на 5 км.

### Климат
Климат умеренно континентальный с продолжительной холодной зимой и тёплым летом. Средняя температура января −12,9 °C, июля 18,3 °C, абсолютный минимум достигал −44 °C, абсолютный максимум 37 °C. За год в среднем выпадает до 552 мм осадков.

## Связь и средства массовой информации
- ОАО «Волгателеком»
- Би Лайн
- МТС
- Мегафон.
- Развит интернет ADSL технологии.

## СМИ

### Газеты и журналы
Аликовская районная газета «Пурнăç çулĕпе»-«По жизненному пути» Языки публикаций: Чувашский, Русский.

### Телевидение
Население использует эфирное и спутниковое телевидение. Эфирное телевидение позволяет принимать национальный канал на чувашском и русском языках.